# Ben Abraham
Ben Abraham, właśc. Henryk Nekrycz /אברהם, בן/ (ur. 11 grudnia 1924 w Łodzi, zm. 9 października 2015 w São Paulo) – brazylijski dziennikarz i pisarz, urodzony w Polsce.

## Życiorys
Urodził się w rodzinie Abrahama i Idy Nekryczów, po stworzeniu łódzkiego getta został tam uwięziony, a następnie wywieziony do Rzeszy na roboty do Watenstadt w Brunszwiku. W 1943 przeniesiono go do obozu Ravensbrück, a następnie do obozu w Oświęcimiu.
Z rodziny liczącej dwieście osób wojnę przeżyły tylko dwie osoby, Henryk Nekrycz i jego kuzyn. Opuścił obóz 2 maja 1945, ważył 28 kg, miał gruźlicę, szkorbut i chorował na czerwonkę. Rekonwalescencja trwała dwa lata, po czym wyjechał do Izraela, gdzie był świadkiem wojny o niepodległość tego państwa.
W 1955 osiedlił się w Brazylii, w 1959 otrzymał obywatelstwo brazylijskie. Swoje przeżycia zawarł w piętnastu książkach i licznych felietonach o Holokauście. Otrzymał „Złoty Klucz”  Instytutu Jad Waszem w Jerozolimie i Medal „Of Merit Award”, przyznany przez Uniwersytet w São Paulo.